# 山西地质博物馆
山西地质博物馆（英語：Shanxi Museum of Geology）是一个位于山西太原的博物馆，馆长是史建儒。

## 历史
1958年前身山西地质厅地质博物馆建立，1982年更名为山西地质矿产局地质矿产陈列馆，1995年更名为山西省地质矿产科学技术馆，2014年4月更名为山西地质博物馆，2017年5月1日建成开馆，位于山西省太原市滨河西路北段17号，毗邻山西博物院和太原市图书馆。占地面积31,000平方米，陈列面积11,811平方米。

## 营业时间
- 周二至周日：上午九点至下午五点
- 周一闭馆